# 일본 제국의 언론탄압
일본 제국(1868년-1945년) 역사에서 언론탄압(일본어: 言論弾圧 겐론단아츠[*])이란, 일제 정치 체제 하에서 좌익세력, 자유주의자, 종교단체 등의 반체제 활동과 이에 대한 치안당국의 탄압에 따른 사건들을 가리키는 말이다.
전전, 즉 일본 제국 헌법 하의 일본에서의 "언론탄압"은 다음과 같은 유형으로 나뉜다.
1. 불법 좌익세력(일본공산당 등 공산주의자) 및 그 관련단체(대중운동조직)의 탄압과 숙청 (*)
2. 합법 좌익세력(급진적 사회민주주의) 및 자유주의 지식인에 대한 탄압과 숙청 (†)
3. 체제내 비주류파, 비판적 그룹(주로 좌익 전향자)들에 대한 탄압과 숙청 (‡)
4. 일부 종교단체에 대한 탄압과 숙청 (§)

이 가운데 탄압입법(‖)으로서 큰 역할을 한 것이 치안유지법이다. 패전후 GHQ 정책에 따라 치안유지법은 완전 폐지되었다.

## 제정 성립 이전
에도 시대까지 일본의 통치기구(중앙의 막부와 지방의 다이묘들)에는 삼권분립의 개념이 없었다. 행정, 입법, 사법의 삼권이 일체이며 경찰과 행형의 권리도 동행했다. 그런 조건에서 재판은 권력자나 관료의 의향에 좌우되는 것이었으며, 고문을 통해 이끌어낸 자백이 효력을 가지고 재판이 서민에게는 비공개인 것은 당연했다.
전근대 일본에서 경찰, 재판, 행형을 합한 법집행 행위를 검단(検断)이라고 했다. 검단에서의 형벌은 사형이나 추방형, 육체형이 중심이었으며 그것은 몰수형을 수반하는 경우가 많았다. 또한 검단 집행자는 죄인 뿐 아니라 죄인의 친족에게서도 재산을 몰수할 수 있었다. 따라서 검단의 집행자(장원 영주, 수호나 지두, 총촌 지도자 등)는 재산강탈을 위해 검단을 악용하는 경우가 많았고, 일본의 치안유지는 고래로부터 일종의 잔학성을 내포하게 되었다.
에도 시대에는 무사를 정점으로 한 질서하에 백성이나 정인은 무권리 상태에 놓였고, 무사는 무례를 범한 백성과 정인을 일종의 즉결심판으로 살해하는 기리스테고멘이라는 특권을 가졌다. 특히 에도시대에 기독교는 일본에 유해한 사교로 규정되어 금교령으로 규제되었다. 에도 막부와 제다이묘는 기독교도에게 가혹한 고문과 후미에를 가해 육체와 양심에 타격을 주고 배교를 강요했다. 그 결과 많은 초기 일본인 기독교도들이 순교했다.
에도 시대 이전의 일본 통치기구의 법집행의 잔학한 체질, 기독교도로 표상되는 반정부 반국체 사상에 대한 엄격한 대응은 일본 제국 경찰의 언론탄압으로 계승되었다.

## 메이지 시대

### 1868년-1899년
1875년 반포된 참방률(태정관 포고 제110호, 명예훼손 처벌 율법)를 이용해 1880년대 자유민권운동을 메이지 정부가 탄압한 시기. 독일 제국에서 비스마르크 내각이 사회주의를 탄압했던 시기와 정확하게 일치한다.
- 1869년: ‖출판조례 제정.
- 1875년: ‖참방률 반포. 신문지조례 제정. 출판조례 개정. → †자유민권운동을 탄압.
- 1880년: ‖집회조례 제정. → †국회개설운동을 탄압.
- 1883년: ‖신문지조례 개정.
- 1887년: ‖보안조례 제정. → †삼대사건 건백운동을 탄압. 오자키 유키오, 호시 토오루, 카타오카 켄키치, 나카에 초민 등 451명을 황거 3리 밖으로 추방.
- 1890년: ‖집회조례를 발전강화한 집회급정사법 제정.
- 1891년: †우치무라 간조 불경사건
- 1892년: ‖1월 여계령 시행(1914년 폐지). 2월 제2회 중의원의원 총선거에서 내무대신 시나가와 야지로의 치열한 선거방해. 4월 †쿠메 쿠니타케 필화사건.
- 1893년: ‖출판법 제정.
- 1896년: †26세기 사건.

### 1900년-1919년
일본제국 언론탄압사 제1단계가 성립된 시기. 1900년 치안경찰법이 제정되면서 결사의 자유가 노골적으로 탄압되기 시작했다. 1910년대에는 대역사건이 일어나 무정부주의자가 탄압, 숙청되었다. 동시에 도쿄제국대학의 헌법학자 우에스기 신키치가 천황주권설을 주장하면서 천황기관설을 주장한 미노베 타츠키치를 공격했다. 히라누마 기이치로 검사는 대역사건 주범 코토쿠 슈스이 등의 사형을 구형했고, 정부는 코토쿠를 사형시키면서 코토쿠의 유작 『기독말살론』은 간행하여 반기독교 정책에 이용했다.
- 1900년: 3월 ‖치안경찰법 제정.
- 1904년: †사회주의협회 해산.
- 1908년: *적기사건.
- 1909년: ‖신문지법 제정. 1897년 신문지조례 개정으로 폐지되었던 제한규정이 부활.
- 1910년: *코토쿠 대역사건.
- 1911년: ‖내무성에 특별고등경찰(이하 특고경찰) 설치. 남북조 정통문제 → †키타 키다키치 정직처분. *코토쿠 슈스이외 26명 처형.

## 다이쇼 시대

### 1920년-1925년
제1차 세계대전 이후 증가한 노동조합단체와 코토쿠 대역사건 이후 "겨울의 시대"를 이겨내고 부활하던 사회주의 운동을 탄압, 숙청했다. 이 때 반천황제 운동을 단속 대상으로 하는 치안유지법이 제정된 것은 언론탄압사의 큰 전환점이 되었다. 1910년대에 천황주권설을 주장한 우에스기는 제대칠생사 등 우익단체 설립에 참여했고, 코토쿠를 사법살인한 히라누마는 일본대학 총장을 역임하면서 1930년대에 언론탄압의 역할을 물려받게 될 인재의 육성에 노력했다. 치안유지법 제정에는 히라누마와 스즈키 키사부로 등 사법관료들이 참여했다.
- 1918년 8월 26일: *핫코 사건의 시작이 된 오사카 아사히 신문의 1918년 쌀 소동 옹호 기사가 실림. 신문 폐간 논란이 이어지다 이후 10월 15일 신문사 사장이 해임.
- 1920년 1월 10일: †모리토 사건
- 1920년 10월 2일: ‖경시청 특별고등과 노동계 신설
- 1920년 11월 30일: *교토 적기사건
- 1921년 5월 9일: *일본사회주의동맹 결사의 금지.
- 1921년 12월: *효민공산당 사건. 콘도 에이조 등 검거.
- 1921년: 제1차 대본사건. 데구치 오니사부로 등 불경죄로 기소.
- 1923년 6월 5일: *제1차 일본공산당 사건.
- 1923년 6월 9일: *사회주의자 타카오 헤이베 사살.
- 1923년 9월 1일: 관동 대지진
- 1923년 9월 2일: 계엄령 발동
- 1923년 9월 4일: *가메이도 사건.
- 1923년 9월 6일: *아마카스 사건.
- 1923년 10월: *박열 사건.
- 1927년 12월 27일: *토라노몬 사건.
- 1924년 3월: *제1차 일본공산당 해산.
- 1925년 4월 22일: ‖치안유지법 공포. 동년 5월 19일 시행.
- 1925년 12월 1일: *농민노동당, 창당 당일 활동금지.

## 전전 쇼와 시대

### 1926년-1932년
언론탄압 제1단계가 절정에 달한 시기. 치안유지법을 적용하여 공산당 및 그에 가까워 보이는 합법적 대중단체에 대한 탄압과 숙청이 전개되었다. 이 과정에서 치안유지법 엄벌화 개정이 이루어졌다. 4·16 사건 이후 일본공산당은 점차 당세를 회복하지만, 아타미 사건으로 대타격을 입는다.
- 1926년 1월 15일: 교토학련 사건 본격화.
- 1926년 11월 12일: 마츠모토 지이치로 등 전국수평사 간부단 검거.
- 1928년 3월 15일: *3·15 사건. 치안유지법 적용 최초 사례. 전국에서 1568명 검거, 483명 기소.
- 1928년 4월 3일: 신흥종교 혼미치 지도자들, 불경죄로 기소.
- 1928년 4월 10일: 노동농민당, 일본노동조합평의회, 전일본무산청년동맹 해산명령.
- 1928년 4월 18일: †교토제국대학, 경제학부 교수 카와카미 하지메를 추방.
- 1928년 4월 23일: †도쿄제국대학, 경제학부 교수 오모리 요시타로를 추방.
- 1928년 4월 24일: †규슈제국대학, 경제학부 교수 사키사카 이츠로를 추방.
- 1928년 6월 29일: ‖치안유지법 중개정 공포 긴급칙령. 치안유지법 최고형을 사형으로 강화.
- 1928년 7월 3일: ‖전국 경찰서에 고등계 설치.
- 1928년 7월 24일: ‖각 지방재판소에 사상계 설치.
- 1928년 10월 6일: *제2차 일본공산당 서기장 와타나베 마사노스케, 대만에서 경찰에 몰려 자살.
- 1929년 3월 5일: ‖중의원에서 치안유지법 개정 사후승낙안 가결. 동 안에 반대한 야마모토 센지 그날 밤 피살.
- 1929년 4월 26일: *4·26 사건. 전국에서 공산당 관계자 339명 기소.
- 1929년: 전해의 3·15 사건을 핑계로 경보국 도서과 예산을 두 배로 하고 언론탄압을 확대.
- 1930년: 관동대지진 이후 매년 1000 여건이었던 출판물 금지처분 건수가 1897건으로 급증(전년 1095건).
- 1930년 5월 1일: *무장 메이데이 사건.
- 1930년 5월 20일: *공산당 동조자 사건. 나카노 시게하루, 미키 키요시 등 검거.
- 1931년 5월 25일: *3·15 사건과 4·26 사건 통합공판 개시.
- 1932년 5월: *프롤레타리아 문화단체에 대한 탄압. 4일 쿠라하라 코레히토, 7일 미야모토 유리코 검거.
- 1932년 6월 29일: ‖경시청 특별고등과,  특별고등부로 승격.
- 1932년 10월 6일: *적색깡패 사건
- 1932년 10월 29일: *3·15-4·26 사건 1심 판결.
- 1932년 10월 30일: ↕사법관 적화사건.
- 1932년 11월 3일: *공산당 중앙위원 이와타 요시미치 고문치사.
- 1932년 11월 12일: *아타미 사건. 제2차 일본공산당 전국대표자회의 개최 직전에 일망타진.

### 1933년-1936년
제1단계가 최종국면을 맞이해 제2단계 탄압으로 이행하던 과도기. 타키가와 사건과 천황기관설 사건은 탄압대상이 공산주의자의 지하활동 뿐 아니라 자유주의자의 합법적 언론활동으로까지 확대된 획기적 사건으로 평가된다. 제2차 일본공산당은 옥중피고들의 전향성명 및 스파이 사문사건으로 인해 붕괴한다. 한편 귀족원 의원으로 육군중장 출신의 키쿠치 타케오가 암약했다.
- 1933년 1월: 오오츠카 킨노스케, 카와카미 하지메 검거.
- 1933년 2월 4일: 2·4 사건
- 1933년 2월 20일: 코바야시 타키지 고문치사.
- 1933년 4월 22일: 타키가와 사건 시작. 하토야마 이치로 문부대신. 교토제국대학 법학부 교수 타키가와 유키토키의 사직 요구.
- 1933년 6월 7일: *공산당 간부 사노 마나부, 나베야마 사다치카 옥중전향서 제출. 이후 피검된 공산당원들의 전향이 이어진다.
- 1933년 8월 11일: 키류 유유, 『시나노 마이니치 신문』 사설에 「관동방공대연습을 비웃도다」 게재. 문제화되어 퇴사.
- 1933년 9월 13일: †일본노농변호사단 검거.
- 1933년 11월 8일: 도쿄상과대학, 오오츠카 킨지로를 면관.
- 1933년 11월 28일: *공산당 위원장 노로 에이타로 검거.
- 1934년: ‡과거 남북조정통 논쟁 때 아시카가 다카우지 재평가를 주장했던 상공대신 나카지마 쿠마야치 남작, 키쿠치 타케오의 공격을 받고 사퇴.
- 1934년 1월 15일: *일본공산당 스파이 사문사건.
- 1934년 2월 19일: 노로 에이타로 옥사
- 1934년 5월 2일: ‖출판법 개정공포. 황실존엄 모독 및 안녕질서 방해에 대한 단속 강화.
- 1934년 6월 1일: ‖문부성 산하 사상국 설치.
- 1934년 10월: 육군 팜플렛 사건.
- 1935년 2월 18일: †천황기관설 사건 시작. 키쿠치 타케오, 미노베 타츠키치의 의원직 사퇴 요구.
- 1925년 4월 9일: †미노베의 주요저서 판금조치.
- 1935년 3월 4일: *하카마다 사토미 검거. 제2차 일본공산당 중앙위원회 괴멸
- 1935년 8월 3일: 제1차 국체명징사건
- 1935년 10월 15일: 제2차 국체명징사건
- 1935년 12월 8일: 제2차 대본사건
- 1936년 1월 12일: *공산당 관서지방위원회 지도분자 검거, 조직 괴멸.
- 1936년 3월 13일: §오오모토교 결사의 금지.
- 1936년 5월 28일: ‖사상범보호관찰법 공포. 불온문서임시단속법 공포.
- 1936년 12월 5일: *관서에서 공산당 중앙재건중비위원회 일망타진, 조직 괴멸.
- 1936년 3월 24일: ‖내무성, 노동절 금지 통보.
- 1936년 7월 10일: *콤아카데미 사건. 강좌파계 좌익학자, 좌익문화인 일망타진.
- 1936년 9월 28일: §사람의 길 교단 간부 검거.
- 1936년 11월 29일: §신흥불교청년동맹의 세노오 기로 검거.

## 전중 쇼와 시대

### 1937년-1940년
제2단계 탄압의 절정기. 대학교원의 언론저작활동이 문제화되고 사직 및 저서판금을 강요. 공산주의자라고 말하기 어려운 사회민주주의자들도 일부 검거. 또한 정치조직조차 아닌 『세계문화』 등 연구회, 문화동아리 활동도 탄압 대상이 된다.
- 1937년 4월 28일: §사람의 길 교단 결사의 금지.
- 1937년 10월 20일: §신흥불교청년동맹 간부 12명 검거, 29명 기소.
- 1937년 11월 8일: †나카이 마사카즈, 신무라 타케시 등 『세계문화』 동인 일제검거 개시.
- 1937년 11월 24일: 야나이하라 사건.
- 1937년 12월 4일: 야나이하라 사직.
- 1937년 12월 15일: †제1차 인민전선 사건. 사회민주주의자 417명 검거.
- 1937년 12월 22일: *일본무산당 및 일본노동조합전국평의회 결사의 금지.
- 1938년 2월 1일: *제2차 인민전선 사건. 노농파 교수 11명 외 24명 검거.
- 1938년 2월 17일: 정당본부 추참사건.
- 1938년 2월 18일: 『중앙공론』 3월호게 게재된 이시카와 타츠조의 「살아있는 병사」 판금조치.
- 1938년 3월 3일: 닥쳐 사건. 같은 날 아베 이소오 피습사건.
- 1938년 3월 11일: †사회대중당 의원 니시오 스에히로, 정부 격려사에서 “히틀러 스탈린과 같이”라고 발언, 같은 달 24일 의원 제명.
- 1938년 9월 13일: *일본공산주의자단의 카스가 쇼지로 등 일망타진.
- 1938년 10월 5일: 카와이 에이지로 사건
- 1938년 10월: *게이힌 그룹 사건
- 1938년 11월 21일: §혼미치 교단 탄압.
- 1938년 11월 29일: 유물론연구회 사건
- 1939년 1월 28일: 히라가 숙학사건
- 1939년 3월 25일: ‖군사자원비밀보호법 공포.
- 1939년 4월 8일: §, ‖종교단체법 공포.
- 1939년 6월 21일: §정태사 간부 130명 일제검거.
- 1939년 8월 27일: §정태사 결사의 금지.
- 1940년 1월 11일: †츠다 소키치, 와세다대학 교수 사임. 2월 12일 저서 판금. 3월 8일 기소.
- 1940년 2월 2일: †사이토 타카오 반군연설 사건. 3월 7일 의원직 제명.
- 1940년 2월 6일: 생활철방운동 탄압 개시. 운동 관계자 300명 검거.
- 1940년 2월 14일: 신흥하이쿠 탄압사건 개시.
- 1940년 8월: §구세군 탄압. 영국의 만국본영과의 관계단절 및 "일본구원단"으로의 명칭변경 강요.
- 1940년 8월 25일: †카가와 토요히코 반전평화론 주장에 의해 헌병대에 구인.

### 1941년-1945년
체제에 대한 비판들이 거의 완전히 소멸된 상태에서 제3단계 탄압이 개시, 확대된 시기. 기획원 사건이나 만철조사부 사건으로 전시체제 내부에서 정책적 합리화를 시도한 사람들이 숙청되었다. 대미개전 직전 예방구금제도가 신설되고, 헌병과 특고가 암약하며 일반 민중의 삶이 구석구석 감시되었다. 이 시기 나치 비밀경찰의 수괴 라인하르트 하이드리히의 부하 요제프 메징거가 독일에서 파견되어 헌병과 특고의 고문을 맡았다.
- 1941년 1월: ‡기획원 사건 개시.
- 1941년 3월 10일: ‖치안유지법 전면개정 공포. 예방구금제도 신설
- 1941년 5월 15일: ‖예방구금소 설치.
- 1941년 10월 15일: *오자키 호츠미 검거. 조르게-오자키 사건의 시작.
- 1941년 10월 18일: *리하르트 조르게 검거.
- 1941년 12월 9일: 전국에서 치안유지법 피의자, 요시찰인, 예방구금예정자 총 396명을 검거, 구치, 가수용.
- 1941년 12월 19일: ‖언론출판집회결사임시단속법 공포.
- 1942년 4월 24일: †오자키 유키오, 선거 연설에서 불경죄로 기소.
- 1942년 6월 29일: †나카니시 츠토무 등의 상해반전그룹 검거.
- 1942년 9월 12일: *요코하마 사건 개시.
- 1942년 9월 21일: ‡만철조사부 사건
- 1943년 1월 1일: †『아사히 신문』, 나카노 세이고의 「전시재상론」을 게재했다고 발행금지. 나카노는 같은 해 10월 석연치 않은 정황에서 할복자살했다.
- 1943년 3월 13일: ‖전시형사특별법 공포.
- 1943년 3월 15일: †오사카상대 사건. 나와 토이치 교수 외 20명 검거.
- 1943년 3월 15일: †『중앙공론』에 연재된 타니자키 준이치로의 「세설」 연재금지.
- 1943년 6월 3일: 키리시마 사건
- 1943년 6월 20일: 창가교육학회의 마키구치 츠네사부로, 토다 죠세이 등 검거
- 1944년 2월 23일: 죽창사건
- 1945년 1월-2월: 전쟁패배의 풍문이 떠돌아 도쿄에서 한달 간 40여명 입건.
- 1945년 8월 15일: 쇼와 천황, 항복문서 조인 예고(옥음방송).
- 1945년 9월 2일: 일본 정부, 항복문서 조인. 연합군 군정기 시작.
- 1945년 9월 10일: GHQ, 검열 개시.
- 1945년 9월 19일: GHQ, 프레스코드 지령.
- 1945년 9월 26일: 미키 키요시 옥사.
- 1945년 9월 27일: GHQ, 일본 정부의 검열을 중지하고 언론을 자기 직할로 둠.
- 1945년 10월 4일: GHQ/SCAP, 정치신앙민권자유제한철폐각서 발표. 치안유지법 폐지지령.
- 1945년 10월 10일: 정치범 3,000 명 석방.
- 1945년 10월 15일: 치안유지법・치안경찰법・사상범보호관찰법 폐지. 특고경찰관 파면.

## 같이 보기
- 비더슈탄트

## 참고 문헌
- 宮本百合子/宮本顕治『十二年の手紙』その1～3 筑摩書房、1950年6月～1952年10月
- 清永聡『気骨の判決』新潮社、2008年。ISBN 978-4-10-610275-2
- 髙井ホアン「戦前反戦発言大全: 落書き・ビラ・投書・怪文書で見る反軍・反帝・反資本主義的言説 (戦前ホンネ発言大全) 」2019年。パブリブ ISBN 978-4-90-846836-0